# Motlhabaneng
Motlhabaneng is een dorp in het district Central in Botswana. De plaats telt 1456 inwoners (2011).